# False Gods
«False Gods» es el tercer episodio de la séptima temporada de la serie de televisión estadounidense de ciencia ficción y drama Los 100. El episodio fue escrito por Kim Shumway y dirigido por Tim Scanlan. Fue estrenado el 3 de junio de 2020 en Estados Unidos por la cadena The CW. 
Cuando Raven (Lindsey Morgan) se enfrenta a una amenaza inesperada, Clarke (Eliza Taylor) debe mantener la paz entre las facciones opuestas en Sanctum.

## Argumento
A medida que se acerca su ejecución, Sheidheda manipula la situación para que matarlo cree un mártir y haga que los fanáticos destruyan Sanctum, obligando a Clarke a detener la ejecución. Al mismo tiempo, mientras intenta arreglar el reactor de Sanctum, James Crockett accidentalmente desencadena una fusión nuclear con su descuido y muere en el proceso. Después de que Gaia revela la verdad sobre la Llama, muchos en Wonkru abandonan la causa, obligando a Raven a recurrir a los prisioneros de Eligius en busca de ayuda. Hatch, un exladrón de bancos y otros tres prisioneros se ofrecen como voluntarios junto con Murphy y Emori, cuya sangre nocturna les ofrece protección para reparar el núcleo. Sin embargo, la exposición a la radiación resulta fatal para los prisioneros, lo que obliga a Raven a mentirles para que arreglen el sistema de enfriamiento a tiempo. Con la ayuda de Murphy, Hatch puede completar el trabajo en el último segundo posible antes de morir por la exposición a la radiación.
Al final del episodio Raven se pone en los zapatos de todos sus amigos, ya que ha tenido su primer episodio de "sacrificar a la minoría para salvar a la mayoría", cuya acción notablemente la afecta emocionalmente.

## Elenco
- Eliza Taylor como Clarke Griffin.
- Bob Morley como Bellamy Blake. (en créditos)
- Marie Avgeropoulos como Octavia Blake. (en créditos)
- Lindsey Morgan como Raven Reyes.
- Richard Harmon como Jhon Murphy.
- Tasya Teles como Echo / Ash. (en créditos)
- Shannon Kook como Jordan Green.
- JR Bourne como Sheidheda.
- Chuku Modu como Dr. Gabriel Santiago. (en créditos)
- Shelby Flannery como Hope Diyoza. (en créditos)

## Recepción
En Estados Unidos, False Gods fue visto por 0.71 millones de espectadores, de acuerdo con Showbuzz Daily.

### Recepción crítica
Este episodio tuvo críticas mixtas.
Delia Harrington puntuó el episodio con una calificación de 4/5 estrellas para Den of Geek: "Este episodio hizo un trabajo importante, ya que comenzó a sombrearse en algún color cuando se trata de las diversas facciones alrededor de Sanctum. Los condenados se desarrollaron de una masa anónima a personas con antecedentes que al menos no queremos ver llevados a la masacre en solo dos episodios. Incluso la pareja que conocimos durante el frío abierto se sintió plenamente consciente mientras observamos su destino. Llevar a los personajes que ya conocemos, incluso de forma periférica, como los padres de Delilah, al conflicto, también fue un movimiento inteligente".
Yana Grebenyuk para puntuó el episodio con una calificación de 2.6/5 estrellas para TV Fanatic: "'False Gods' empuja los obstáculos por el bien de los obstáculos en un episodio que tuvo más preguntas que respuestas. Estaba muy lejos de un programa que se enorgullecía de presentar siempre situaciones de alto riesgo que no tenían soluciones simples. En cambio, este episodio se centró más en los aspectos más débiles de su historia".